# Ernst Zimmermann (Geologe, 1882)
Ernst Zimmermann (* 1882 in Schwelm; † 1943 in Flatow) war ein deutscher Geologe.

## Biografie
Zimmermann war der Sohn des gleichnamigen Volksschullehrers und Naturforschers Ernst Zimmermann. Er studierte Geologie in Berlin und Göttingen unter anderem bei Paul Krusch und Otto Jaekel. 1910 promovierte er in Berlin („Kohlenkalk und Kulm des Velberter Sattels im Süden des westfälischen Karbons“). Ab 1911 war er bei der Preußischen Geologischen Landesanstalt (PGLA). 1922 wurde er Bergrat und 1928 Bezirksgeologe. Er war bis 1939 bei der PGLA. Während des Zweiten Weltkriegs zog er wegen der Bombenangriffe von Berlin nach Flatow in Pommern.
Er kartierte zuerst am Niederrhein hauptsächlich im Pleistozän (Diluvium) und Tertiär, aber auch im darunterliegenden Karbon, später in Vorpommern und Schlesien (auch überwiegend im Tertiär). Er veröffentlichte auch über paläontologische Funde aus dem Tertiär etwa der niederrheinischen Braunkohle und paläolithische Funde.
1927 heiratete er Gerda Barunke.
Es gibt noch einen Geologen dieses Namens bei der PGLA (Ernst Zimmermann).

## Schriften
- Tierische Versteinerungen, in: Walther Gothan, Ernst Zimmermann (Hrsg.), Pflanzliche und Tierische Fossilien der deutschen Braunkohlenlager, Halle: Wilhelm Knapp 1919
- Über das Karbon am Niederrhein, Jahrbuch PGLA, Band 46, 1926, S. 540–575
- Löß und Decksand am Südrand der niederrheinischen Bucht, Jahrbuch PGLA, Band 39, 1919, S. 155–179
- Alluviale Senkungen am Niederrhein, abgeleitet aus der Verbreitung der Flachmoore, Jahrbuch PGLA, Band 49, 1928, S. 279–303
- Basaltische Tuffausbrüche in der jüngeren Lößzeit am Südrande des Neuwieder Beckens bei Ochtendung, Blatt Bassenheim, Jahrbuch PGLA, Band 58, 1931, S. 602–604
- Tektonik des niederrheinischen Salzgebirges, Kali, Band 24, 1935, S. 113–115
- Quartärtektonik und ihre Phasen, Z. Deutsche Geolog. Ges., Band 95, 1943, S. 217–222